# 柳澤 (高麗)
柳泽（?—?），高丽儒州人，柳公權之子。
柳澤登第。1194年，高丽明宗遣奉御柳澤到金朝进贡，將軍權信賀天壽節。1210年六月樞密院副使崔洪胤知貢擧，秘書監柳澤同知貢擧，取進士賜金泓等三十三人，明經七人，恩賜七人及第。1221年六月右僕射柳澤知貢擧，殿中監崔溥同知貢擧，取進士賜曹均正等二十九人，明經三人，恩賜九人及第。1222年十二月高丽高宗以柳澤爲尙書右僕射。1223年十二月，以柳澤爲翰林學士承旨。高宗在宣慶殿設藏經會。柳澤说：“雖自篤克勤之念，罔敢怠荒。不幸遭多難之時，未能制御。”諫議大夫朴玄圭表示：“所謂未能制御者，必指晉康公。”晉康公就是当时武人政权的领袖崔忠獻。朴玄圭派人告知崔忠獻。崔忠獻問柳澤，柳澤大笑自若，旁人以爲朴玄圭與澤有旧日结下的仇恨。以这句话刺激崔忠獻。柳澤的儿子柳璥。